# Damil Dankerlui
Damil Dankerlui (Amsterdam, 24 agosto 1996) è un calciatore olandese naturalizzato surinamese, difensore dello Stjarnan e della nazionale surinamese.

## Caratteristiche tecniche
È un terzino sinistro.

## Carriera

### Club
È cresciuto nelle giovanili dell'Almere City. In seguito, ha giocato nella prima divisione olandese con Willem II e Groningen e nella prima divisione greca con il Panserraïkos.

### Nazionale
Ha partecipato alla CONCACAF Gold Cup 2021.

## Statistiche

### Cronologia presenze e reti in nazionale
Aggiornato al 1 giugno 2023

| Cronologia completa delle presenze e delle reti in nazionale ― Suriname | Cronologia completa delle presenze e delle reti in nazionale ― Suriname | Cronologia completa delle presenze e delle reti in nazionale ― Suriname | Cronologia completa delle presenze e delle reti in nazionale ― Suriname | Cronologia completa delle presenze e delle reti in nazionale ― Suriname | Cronologia completa delle presenze e delle reti in nazionale ― Suriname | Cronologia completa delle presenze e delle reti in nazionale ― Suriname | Cronologia completa delle presenze e delle reti in nazionale ― Suriname |
| Data                                                                    | Città                                                                   | In casa                                                                 | Risultato                                                               | Ospiti                                                                  | Competizione                                                            | Reti                                                                    | Note                                                                    |
| ----------------------------------------------------------------------- | ----------------------------------------------------------------------- | ----------------------------------------------------------------------- | ----------------------------------------------------------------------- | ----------------------------------------------------------------------- | ----------------------------------------------------------------------- | ----------------------------------------------------------------------- | ----------------------------------------------------------------------- |
| 24-3-2021                                                               | Paramaribo                                                              | Suriname                                                                | 3 – 0                                                                   | Isole Cayman                                                            | Qual. Mondiali 2022                                                     | -                                                                       |                                                                         |
| 28-3-2021                                                               | Bradenton                                                               | Aruba                                                                   | 0 – 6                                                                   | Suriname                                                                | Qual. Mondiali 2022                                                     | -                                                                       | 45’                                                                     |
| 9-6-2021                                                                | Bridgeview                                                              | Canada                                                                  | 4 – 0                                                                   | Suriname                                                                | Qual. Mondiali 2022                                                     | -                                                                       | 63’                                                                     |
| 13-7-2021                                                               | Orlando                                                                 | Giamaica                                                                | 2 – 0                                                                   | Suriname                                                                | Gold Cup 2021                                                           | -                                                                       |                                                                         |
| 17-7-2021                                                               | Orlando                                                                 | Suriname                                                                | 1 – 2                                                                   | Costa Rica                                                              | Gold Cup 2021                                                           | -                                                                       | 83’                                                                     |
| 21-7-2021                                                               | Houston                                                                 | Suriname                                                                | 2 – 1                                                                   | Guadalupa                                                               | Gold Cup 2021                                                           | -                                                                       | 57’                                                                     |
| 27-3-2022                                                               | Thanyaburi                                                              | Thailandia                                                              | 1 – 0                                                                   | Suriname                                                                | Amichevole                                                              | -                                                                       | 51’                                                                     |
| 22-9-2022                                                               | Almere                                                                  | Suriname                                                                | 2 – 1                                                                   | Nicaragua                                                               | Amichevole                                                              | -                                                                       |                                                                         |
| 24-3-2023                                                               | Paramaribo                                                              | Suriname                                                                | 0 – 2                                                                   | Messico                                                                 | CONCACAF Nations League 2022-2023 - Fase a gironi                       | -                                                                       |                                                                         |
| 9-9-2023                                                                | Saint George's                                                          | Grenada                                                                 | 1 – 1                                                                   | Suriname                                                                | CONCACAF Nations League 2023-2024 - Fase a gironi                       | -                                                                       | 83’                                                                     |
| 12-9-2023                                                               | L'Avana                                                                 | Cuba                                                                    | 1 – 0                                                                   | Suriname                                                                | CONCACAF Nations League 2023-2024 - 1º Turno                            | -                                                                       | 85’                                                                     |
| Totale                                                                  |                                                                         | Presenze                                                                | 11                                                                      |                                                                         | Reti                                                                    | 0                                                                       |                                                                         |

## Palmarès

### Club

#### Competizioni nazionali
- Eerste Divisie: 1

Jong Ajax: 2017-2018